# 圣厄拉利 (阿尔代什省)
圣厄拉利（法語：Sainte-Eulalie，法語發音：[sɛ̃t ølali] ⓘ）是法国阿尔代什省的一个市镇，属于拉让蒂耶尔区。

## 地理
圣厄拉利（44°48'37"N, 4°11'23"E）面积22.11 平方千米，位于法国奥弗涅-罗讷-阿尔卑斯大区阿尔代什省，该省份为法国东南部内陆省份，北起顺时针与卢瓦尔省、伊泽尔省、德龙省、沃克吕兹省、加尔省、洛泽尔省和上盧瓦爾省接壤。
与圣厄拉利接壤的市镇（或旧市镇、城区）包括：勒贝阿日、博雷、克罗德热奥朗、萨涅和古杜莱、圣马夏尔、于斯克拉德和里约托尔。
圣厄拉利的时区为UTC+01:00、UTC+02:00（夏令时）。

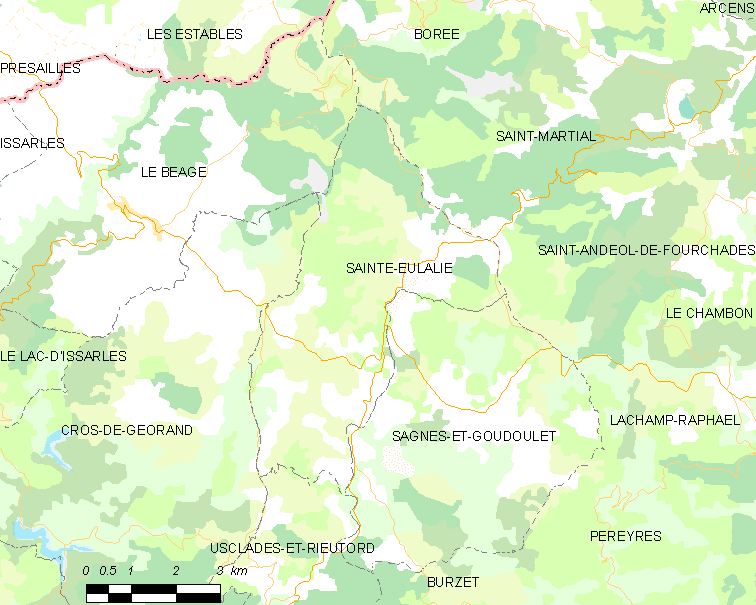
圣厄拉利的OSM定位图

## 行政
圣厄拉利的邮政编码为07510，INSEE市镇编码为07235。

## 政治
圣厄拉利所属的省级选区为上阿尔代什县。

## 人口

1962-2008年间圣厄拉利人口变化图示

圣厄拉利于2022年1月1日时的人口数量为209人。